# 切爾卡斯凱 (薩馬爾區)

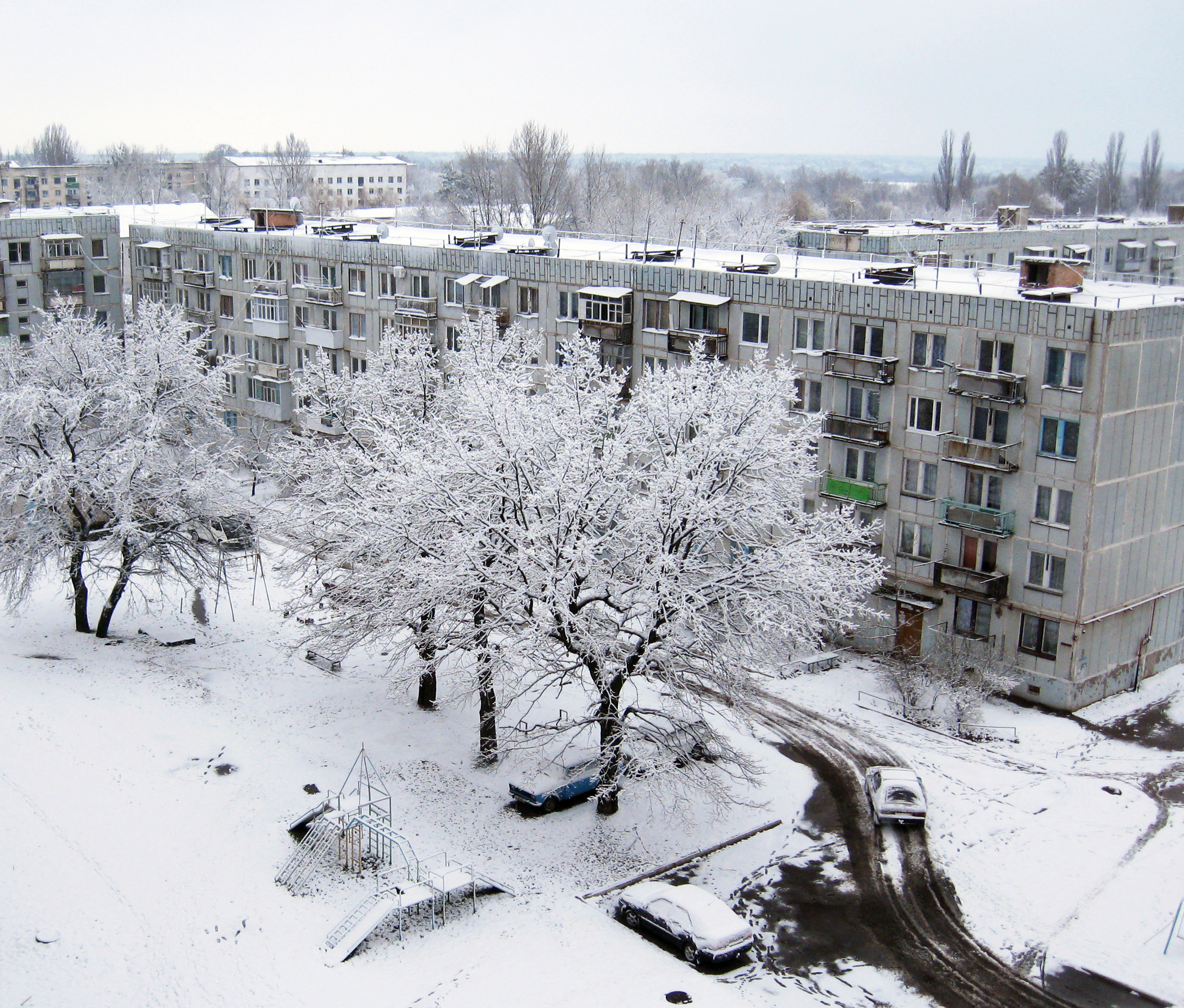
冬天时的景象

切爾卡斯凱（羅馬化：Cherkas'ke）是烏克蘭東部第聶伯羅彼得羅夫斯克州萨马尔区切尔卡斯凯市镇内的市級鎮及其行政中心。距離扎里奇內5.5公里，始建於1949年，海拔高度70米，2013年人口4,239。